# Akito Fukuta
Akito Fukuta (født 1. maj 1992) er en japansk fodboldspiller, som spiller for den japanske fodboldklub Sagan Tosu.